# Pedro Rolim Bohm
Pedro Rolim Bohm (Pernambuco, ) é um jogador de sinuca brasileiro.
Foi um dos representantes brasileiros nos Jogos Mundiais de 2013 (categoria Snooker), mas perdeu na sua primeira partida.